# Boligpartner Arena
Boligpartner Arena også kaldet Storhamar Flerbrukshall, er et sportsanlæg beliggende på Hamar i Innlandet i Norgen, og er hjemsted for håndboldklubben Storhamar HE. Hallen bruges også af blandt andet Storhamar Gymnasium og Wang Toppidrett.
Anlægget, der ligger ved siden af CC Amfi og dovrebanen, blev afsluttet i foråret 2015 og består af en sportshal og købmand (Rema 1000).